# Liste des chanceliers d'État du canton de Genève
Cette page présente la liste des chanceliers d'État du canton de Genève depuis 1846.
| #  | Nom                        | Début de mandat  | Commentaires                                                        |
| -- | -------------------------- | ---------------- | ------------------------------------------------------------------- |
| 1  | Théodore Piguet            | 9 octobre 1846   | Chancelier du gouvernement provisoire                               |
| 2  | Marc Daniel Louis, Viridet | 28 juin 1847     |                                                                     |
| 3  | Élie Ducommun              | 28 novembre 1862 |                                                                     |
| 4  | Jean Wurth                 | 27 novembre 1865 |                                                                     |
| 5  | Émile Morhardt             | 13 février 1866  |                                                                     |
| 6  | Moïse Piguet               | 26 décembre 1870 | A été conseiller d’État (1855-1865)                                 |
| 7  | Etienne Patru              | 29 novembre 1875 |                                                                     |
| 8  | Charles Archinard          | 24 novembre 1879 |                                                                     |
| 7  | Etienne Patru              | 23 décembre 1880 | Élu conseiller d’État le 13 novembre 1881                           |
| 9  | Charles Chalumeau          | 28 novembre 1881 | A été conseiller d’État (1875-1879) Mort en fonction le 2 mars 1886 |
| 10 | Joseph Leclerc             | 16 mars 1886     |                                                                     |
| 11 | Théodore Bret              | 2 août 1904      | Chancelier honoraire (1928-1930)                                    |
| 12 | Eugène Muller              | 20 avril 1928    | Chancelier honoraire (1933-1952)                                    |
| 13 | Louis Soldini              | 4 décembre 1933  |                                                                     |
| 14 | Marc Berger                | 7 décembre 1936  | Mort en fonction le 9 février 1945                                  |
| 15 | Adolphe Tombet             | 20 février 1945  | Mort en fonction le 12 août 1961                                    |
| 16 | Jean-Paul Galland          | 18 décembre 1961 | Chancelier honoraire (1978-1991)                                    |
| 17 | Dominique Haenni           | 1er octobre 1978 |                                                                     |
| 18 | René Kronstein             | 1er février 1987 |                                                                     |
| 19 | Robert Hensler             | 9 décembre 1993  |                                                                     |
| 20 | Anja Wyden Guelpa          | 7 décembre 2009  |                                                                     |
| 21 | Michèle Righetti           | 1er juin 2018    |                                                                     |

## Source
- « Chanceliers d’Etat depuis 1846 », sur ge.ch (consulté le 15 août 2019)